# BMW 003
BMW 003 byl jeden z prvních německých proudových motorů vyráběných za druhé světové války. Práce na tomto motoru začaly dřív než na porovnatelném motoru Junkers Jumo 004, ale dlouhodobé problémy při vývoji způsobily, že se motor BMW 003 začal vyrábět později a projekty letounů, navržené s tímto motorem musely být místo toho navrženy s motorem Jumo 004. To se týkalo např. letounů Messerschmitt Me 262, Arado Ar 234 a Horten Ho 229. Jediný sériově vyráběný letoun s motorem BMW 003 byl Heinkel He 162 (čtyřmotorová verze letounu Arado Ar 234, tedy Ar 234C, se již nedostala do sériové výroby). Po válce výroba těchto motorů pokračovala v SSSR a během války byl díky tomuto motoru položen základ ve vývoji proudových motorů v Japonsku a později ve Francii. V Německu se vyrobilo okolo 500 ks motorů, ale velmi málo jich bylo zamontováno do letounů.

## Vývoj

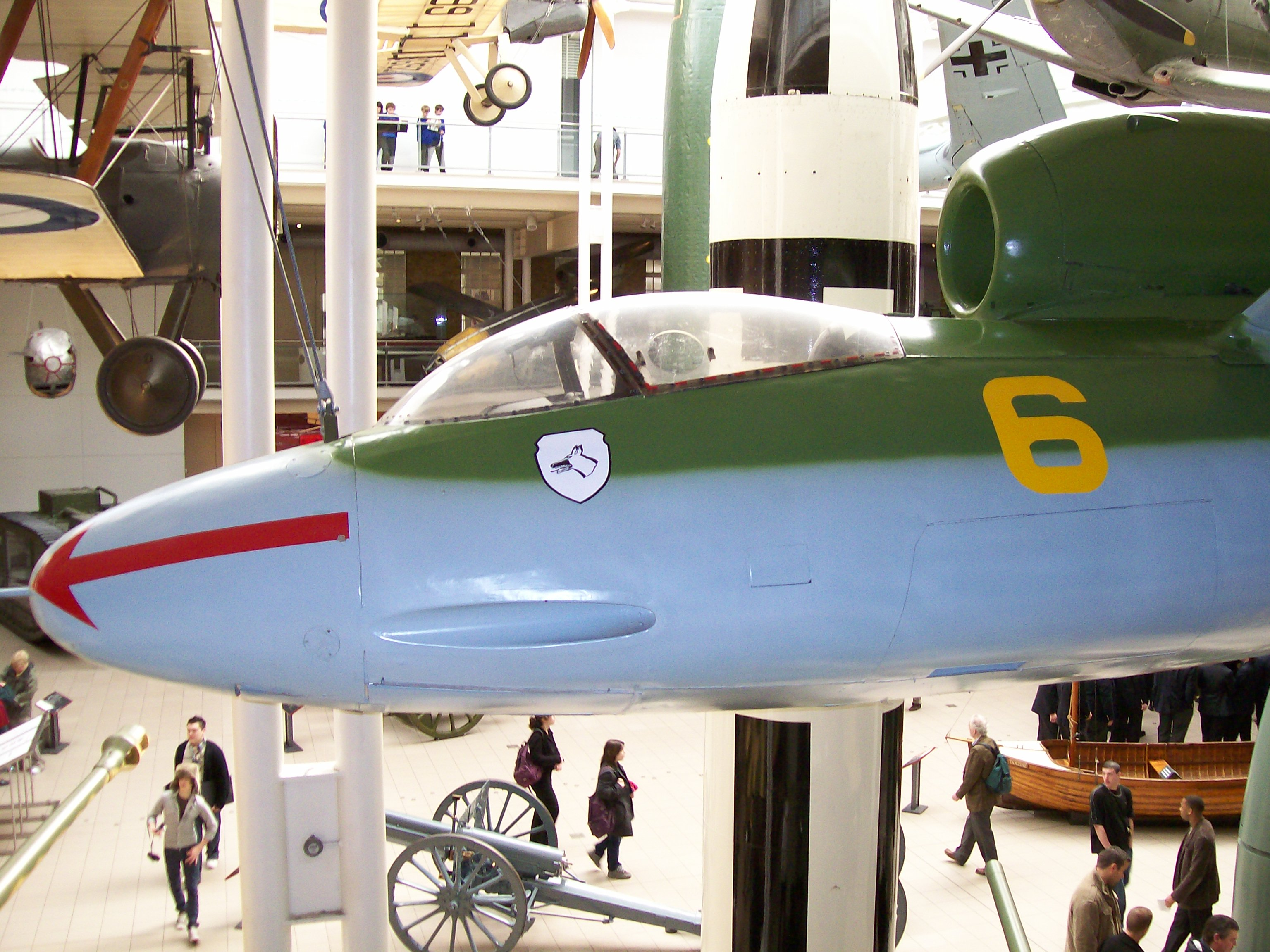
Heinkel 162 svůj motor nesl netradičně na hřbetě trupu

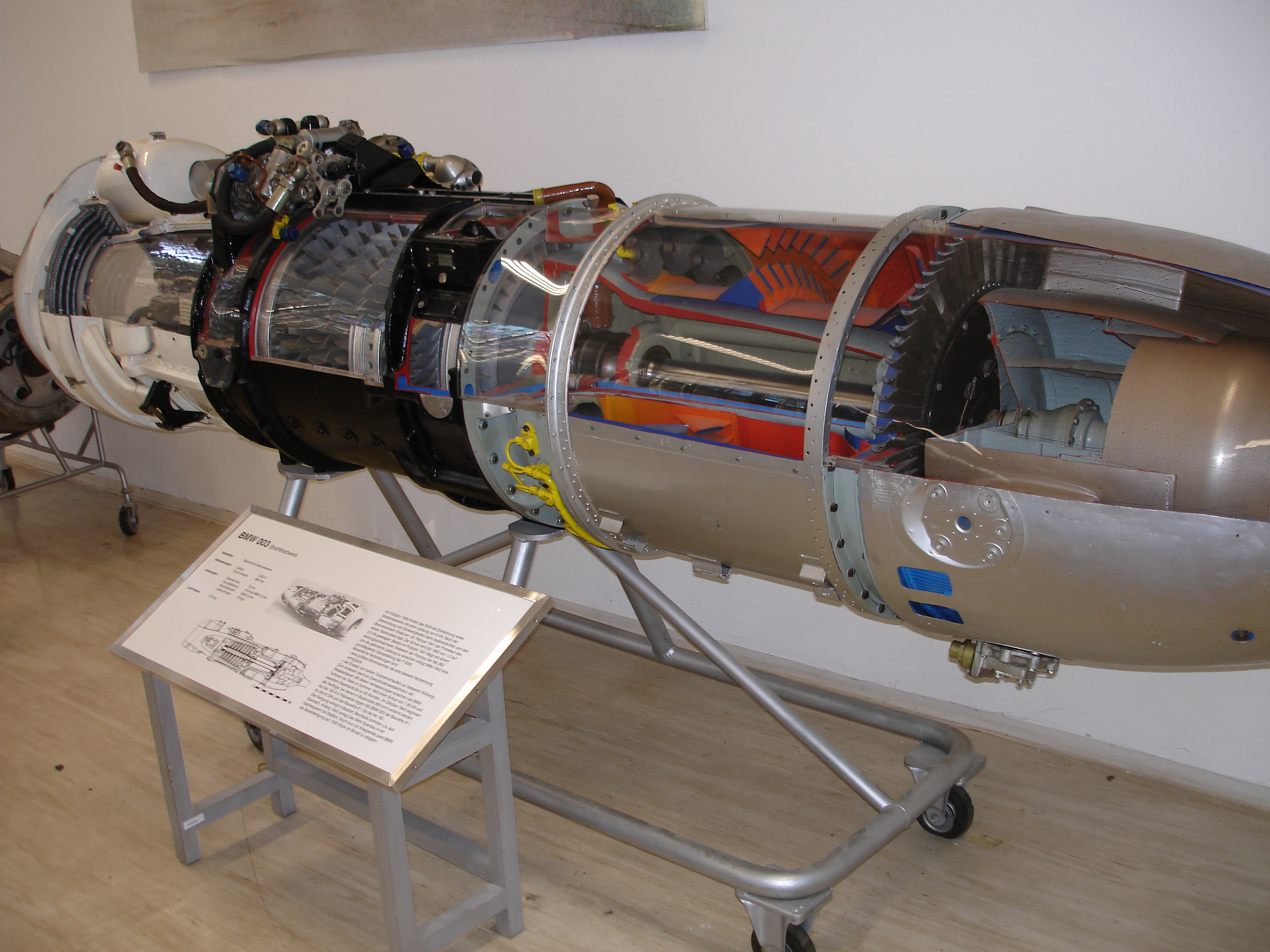
BMW 003 v německém muzeu

Vývoj motoru probíhal od konce 30. let ve firmě Brandenburgische Motorenwerke (Bramo) jako 109-003 pod vedením Hermanna Östricha. Bramo dále vyvíjelo podobný motor označený jako 109-002. Tento motor měl složitý protiběžný kompresor, který měl eliminovat kroutící moment, ale od toho bylo upuštěno ve prospěch jednoduššího motoru. Firmu Bramo v roce 1939 koupila společnost BMW. Vývoj pak pokračoval dál a v roce 1940 byl spuštěn první motor, který měl však tah pouze 2,5 kN místo očekávaných 6,3 kN. Letové zkoušky pak probíhaly v polovině roku 1941 na letounu Messerschmitt Bf 110, ale problémy pokračovaly. Navíc byl připraven prototyp proudového letounu Me 262, který však musel být poháněn pístovým motorem Junkers Jumo 210 zamontovaným v nose. Když byly proudové motory připraveny, byl v draku ponechán pístový motor. Během testu oba proudové motory selhaly a pilot přistál na ten pístový. Od motoru bylo tedy pro letoun Me 262 upuštěno, ale vývoj v BMW pokračoval a na konci roku 1942 byl hotov silnější a spolehlivější motor. V říjnu 1943 byl pak zkoušen na letounu Junkers Ju 88 a v roce 1944 byl připraven pro sériovou výrobu a tedy pro letoun He 162.
Později byl na konec jednoho motoru přidán malý raketový motor (BMW 109-718), což zvýšilo tah na 9,8 kN. Tento motor byl označen BMW-003R a byl testován na jednom Me 262 a možná i na He 162.
Během války byl zamýšlen vývoz motoru BMW 003 do Japonska, ale nakonec nebyl žádný funkční motor dodán. Místo toho japonští inženýři podle výkresů a fotek navrhli svůj motor Išikawadžima Ne-20.
V průběhu války dva ukořistěné motory poháněly první sovětský proudový letoun MiG-9 a kopie, označené jako RD-20 poháněly sériově vyráběné letouny.
Po válce Östrich uprchl do Švýcarska, ale brzy přijal nabídku francouzské vlády na dalším vývoji motoru BMW 003 v divizi SNECMA. Výsledkem byl motor SNECMA Atar, který v různých verzích poháněl francouzské vojenské letouny.

## Startér

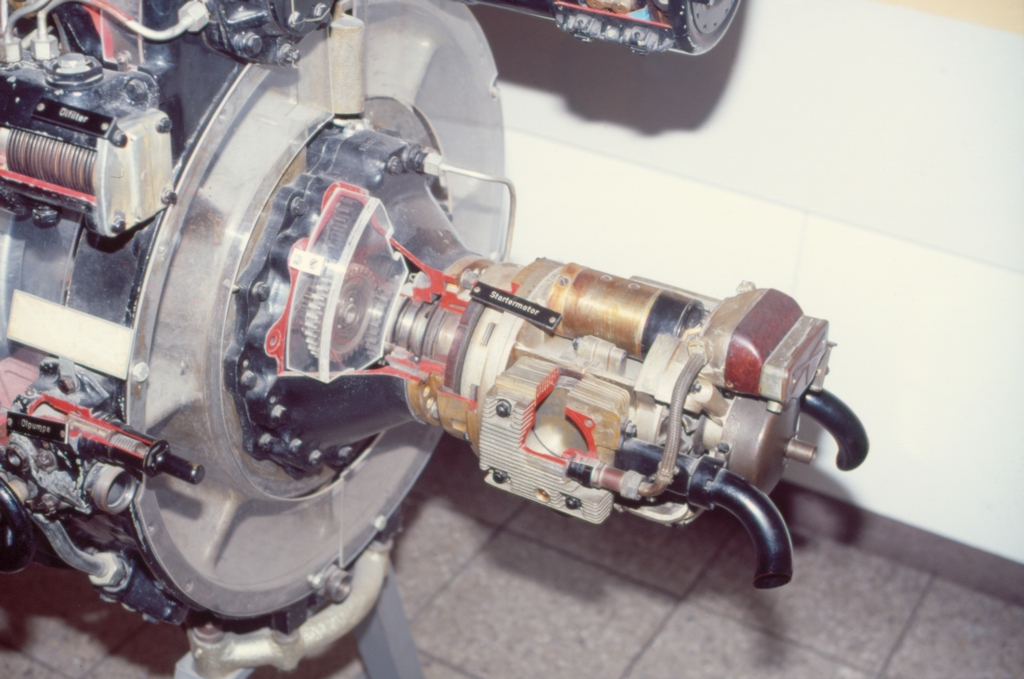
Startér Riedel na špičce motoru

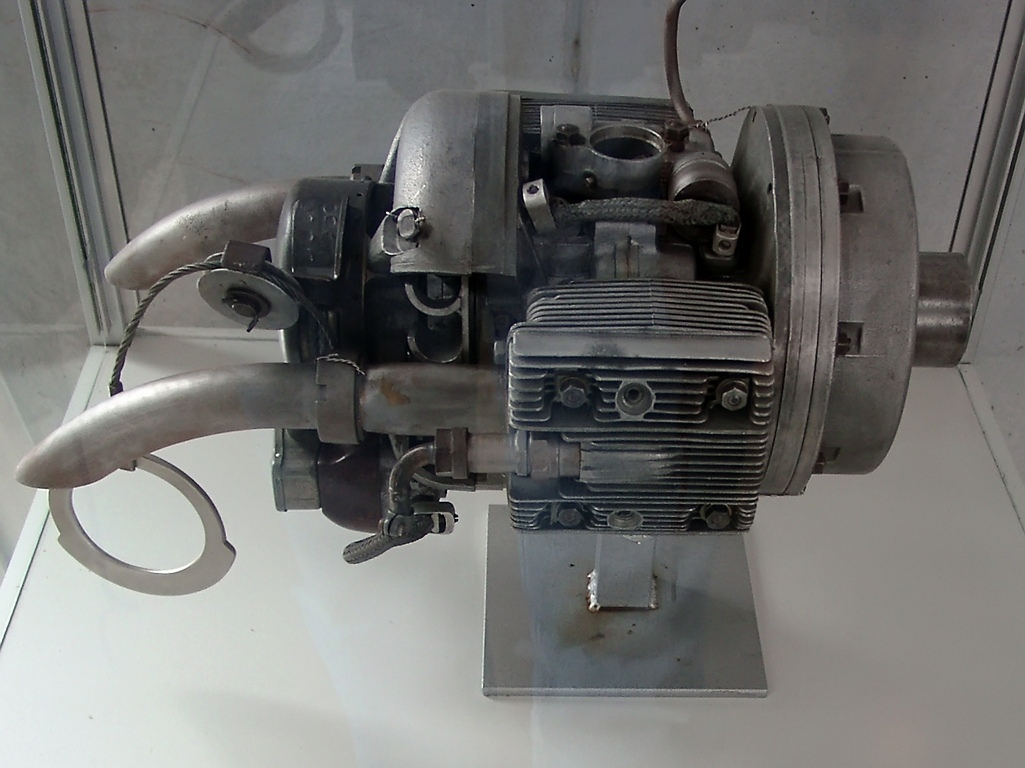
startér Riedel

Motor byl roztáčen dvouválcovým dvoudobým, extrémně krátkozdvihovým (L/D=0,5) Riedel-boxerem o obsahu 270 cm³ a výkonu 8 kW /7150 1/min. Krátký zdvih byl volen z důvodu stavební šířky - motor byl umístěn pod nábojovým krytem v sacím otvoru kompresoru na špičce proudového motoru. Startovací motor sám mohl být startován elektrickým startérem nebo ručně tažným lankem, jež bylo k dispozici na vnějším konci startéru. Startér poháněl hlavní hřídel proudového motoru přes automatickou kuličkovou spojku a jednostupňový planetový převod do pomala. Stejný starter byl použit i u motoru Junkers Jumo 004.

## Specifikace (BMW 003A-1)

### Technické údaje
- Typ: proudový motor
- Délka: 3635 mm
- Průměr: 690 mm
- Hmotnost suchého motoru (tj. bez provozních náplní): 620 kg

### Součásti
- Kompresor: axiální (osový) sedmistupňový
- Spalovací komora: prstencová
- Turbína: jednostupňová axiální
- Teplota plynů za turbínou: 620 °C
- Palivo: B4 (etylizovaný letecký benzín s o.č. 87)

### Výkony
- Tah: 800 kp (7,84 kN) při 9 500 ot/min.
- Měrná spotřeba paliva: 1,48 kg/kp.h (151 kg/kN.h)
- Poměr tah/hmotnost: 1,29 kp.kg (0,01265 kN/kg)